# Joseph Alexander Ames

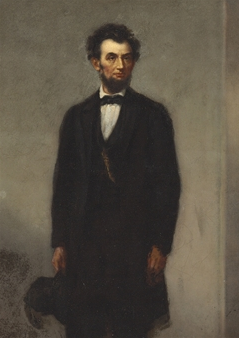
Porträt des Abraham Lincoln, um 1865

Joseph Alexander Ames (geboren 1816 in Roxbury, New Hampshire; gestorben im Oktober 1872 in New York City) war ein amerikanischer Genre-, Landschafts- und Porträtmaler.

## Leben und Werk
Ames war in Amerika zunächst ein Schüler von Washington Allston in Boston. Im Jahr 1848 ging er nach Rom, wo er ein lebensgroßes Bildnis von Papst Pius IX. anfertigte. Nach seiner Rückkehr ließ er sich in Boston nieder und lebte später in Baltimore und New York. 1869 wurde er Associate der National Academy of Design, ein Jahr später war er Akademiemitglied. 1855 war Ames Gründungsmitglied des Boston Art Club und wurde zu dessen ersten Präsidenten gewählt.
Zu seinen bekanntesten Werken gehörte „The Death of Webster“ sowie die Porträts von Abraham Lincoln und James Topham Brady im Metropolitan Museum. Das Bild eines Zigeunermädchens befindet sich im Museum of Fine Arts in Boston.

## Belege
1. 1 2  Edmund von Mach: Ames, Joseph Alexander. In: Ulrich Thieme, Felix Becker (Hrsg.): Allgemeines Lexikon der Bildenden Künstler von der Antike bis zur Gegenwart. Begründet von Ulrich Thieme und Felix Becker. Band 1: Aa–Antonio de Miraguel. Wilhelm Engelmann, Leipzig 1907, S. 403 (Textarchiv – Internet Archive).
2. 1 2 3  Ames, Joseph Alexander. In: Mantle Fielding: Dictionary of American Painters, Sculptors and Engravers. Modern Books and Crafts 1926, enlarged version 1974, ISBN 0-913274-03-8, S. 7 (Ausgabe 1960, babel.hathitrust.org).
3. ↑  A Taste for High Art: Boston and the Boston Art Club, 1855-1950. Antiques & Fine Arts.
4. ↑  A Gypsy Girl im Museum of Fine Arts Boston.

| Personendaten    | Personendaten           |
| ---------------- | ----------------------- |
| NAME             | Ames, Joseph Alexander  |
| KURZBESCHREIBUNG | US-amerikanischer Maler |
| GEBURTSDATUM     | 1816                    |
| GEBURTSORT       | Roxbury, New Hampshire  |
| STERBEDATUM      | Oktober 1872            |
| STERBEORT        | New York City           |